# Успињача Монжуик
Успињача Монжуик је успињача у Барселони. Железница углавном пролази кроз тунел и повезује паралелну станицу метроа у Барселони са брдом Монжуик и разним спортским објектима и другим атракцијама тамо.   
Горња станица налази се поред доње станице жичаре Монжуик, гондоле која се наставља узбрдо до терминала близу замка Монжуик. Постоји и аутобуска станица коју опслужује линија 150 која саобраћа од горње станице успињаче до врха замка и део је исте мреже цена као и успињача, пружајући бесплатан превоз до замка као алтернативу жичари.

## Преглед
Успињача је део интегрисане мреже тарифа Управе за градски транспорт Барселоне (Autoritat del Transport Metropolità) и наведена је на мапама као део мреже метроа. Њоме управља Transports Metropolitans de Barcelona (TMB), који такође управља већином линија метроа.
Успињача је једна од три успињаче у Барселони, друге две су Валвидрера и Тибидабо, иако ниједну од њих не управља TMB.

### Технички параметри
Има једноколосечну конфигурацију са обилазном петљом између станица. Колосек је дугачак 758 м и висок 76 м на максималном нагибу од 18%. Железница има максималну брзину од 10 м/с.